# 库尔特·蒂德
库尔特·沃尔特·蒂德（英語：Kurt Walter Tidd，1956年3月26日—） 美国海军上将退役，曾任美国南方司令部司令，之前担任参谋长联席会议主席助理，2012年至2013年担任联合参谋部作战总监（J3），2011年8月5日至2012年6月22日担任美国海军南方司令部和第四舰队司令。蒂德晋升上将的提名于2015年12月26日在参议院通过，他2016年1月14日正式晋升上将，接替约翰·F·凯利陆战队上将担任南方司令部司令。蒂德拥有「老水手」（Old Salt）的绰号，表示他是水面舰艇军官里面最早获得徽章的人。